# 拉奇卜
拉奇卜（Raqeeb）是2007年里推出的音樂和劇情印度電影。電影中部份歌曲拍攝在印度的山林瀑布附近、和泰國南部攀牙灣的海島上，愛到印度和泰國參觀的觀眾不妨先籍此飽一下眼福。 

## 故事梗概
四角戀愛故事。數據保安系統公司頭頭雷莫·默蒂（Remo Murthy），電腦人才西達斯（Siddharth）和演員森尼（Sunny）紛紛拜倒在看似純真的戲劇演員蘇菲（Sophie）的石榴裙下，她利用他們相互爭斗謀財害命。

## 導演
- 拉吉·坎瓦爾－Raj Kanwar

## 演員
- 拉胡·卡納 ... Rahul Khanna ... 扮演雷莫·默蒂（Remo Murthy）
- 沙曼·約什 ... Sharman Joshi ... 扮演西達斯（Siddharth）
- 吉米·舍基利 ... Jimmy Shergill ... 扮演森尼（Sunny）
- 鄲奴什麗·杜塔 ... Tanushree Dutta ... 扮演蘇菲（Sophie）

## 影片歌曲
全部歌曲由披淡·查克拉波蒂（Pritam Chakraborty）作詞：
- Tera Chehra Sanam, ek roobai si hain - KK

## 外部連結
- 互联网电影数据库（IMDb）上《拉奇卜》的资料（英文）